# Мистецька школа Олекси Новаківського
Мисте́цька шко́ла Оле́кси Новакі́вського — навчальний заклад, створений 1923 року у Львові за ініціативою Митрополита Андрея Шептицького, який запропонував Олексі Новаківському заснувати власну школу та матеріально підтримав її заснування. Олекса Новаківський на той час був одним з найбільших мистецьких авторитетів у Львові й користувався великою популярністю серед творчої молоді, завороженої його романтичною особистістю, масштабністю його мислення та потужною стихією його малярських полотен. Немаловажним був той факт, що 1919 року він був номінований професором Української академії мистецтв у Києві.
Завданням Мистецької школи було формування мистців, здатних на ґрунті української духовної культури й художніх традицій творити національне мистецтво світового рівня.
Студії розпочалися в лютому 1923 року в творчій майстерні митця у так званому «палацику Стики» (нині на вул. Листопадового чину, 11). Ця двоповерхова споруда із червоної цегли була збудована за проектом відомого львівського архітектора Юліана Захаревича в стилі сецесії і свого часу була власністю польського художника Яна Стики. У 1907 році цей будинок придбав Митрополит Андрей Шептицький і передав його Національному музею у Львові для потреб художників. У 1913 році в ньому й оселився Олекса Новаківський з родиною, запрошений Митрополитом із Кракова для творчої праці у Львові.

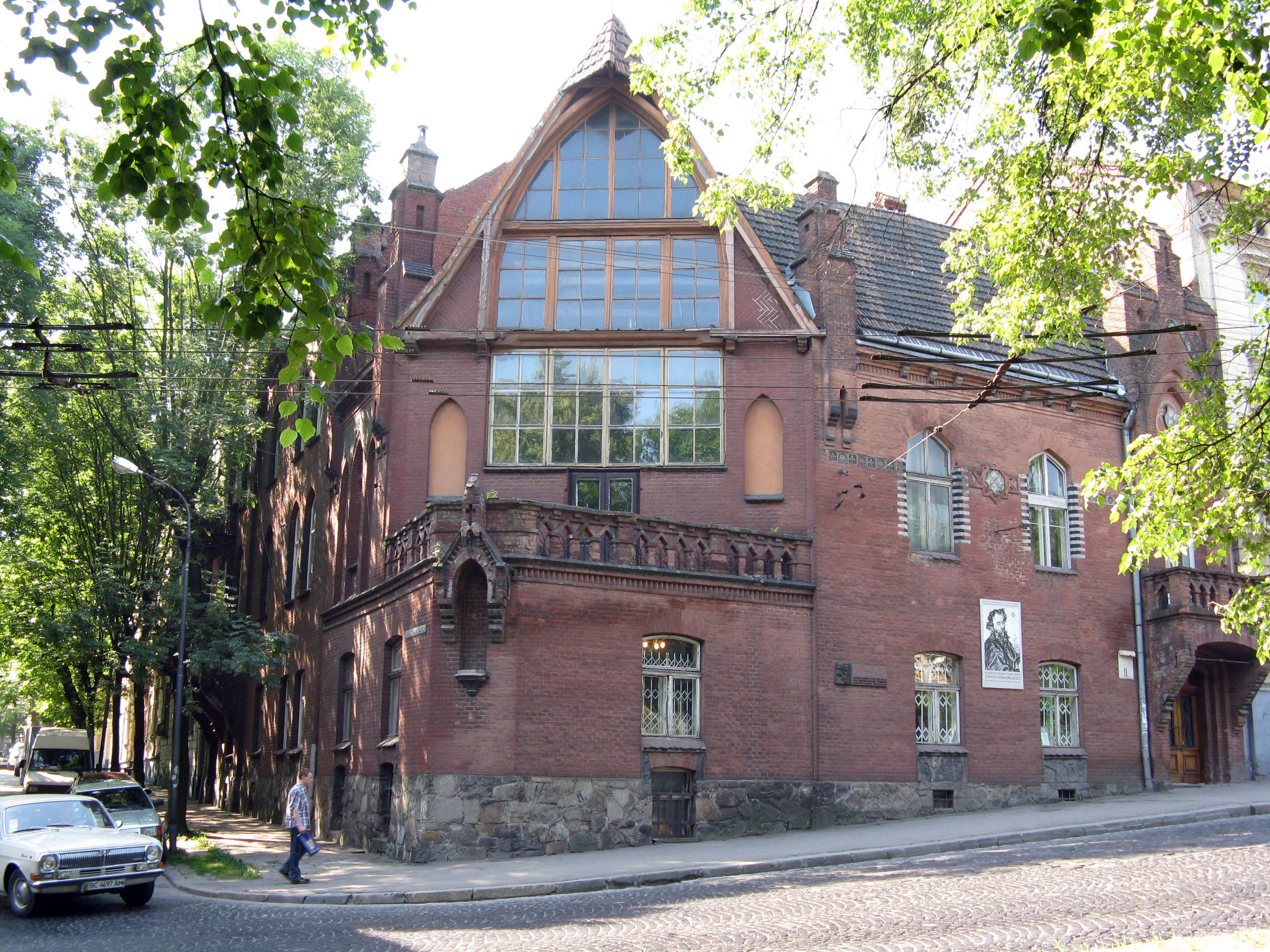
Будинок, у якому мешкав Олекса Новаківський з родиною і у якому функціонувала Мистецька школа (нині тут художньо-меморіальний музей Олекси Новаківського)

Спочатку мистецька школа Олекси Новаківського діяла на засадах приватного навчального закладу. І хоча заняття у ній відбувалися без формально встановленого навчального плану і вона не видавала дипломів, її популярність і кількість студентів швидко зростали.
А вже у вересні 1923 року школа, як окремий мистецький факультет, була залучена до нелегального Українського Таємного Університету (у цьому статусі школа проіснувала до 1925 року). Це відразу підняло освітній і моральний статус школи  — Олекса Новаківський був іменований деканом факультету, а його заступником був призначений Осип Курилас, товариш Новаківського ще з часів Краківської академії мистецтв.
Крім практичних занять з рисунка та малярства, що їх вів сам Олекса Новаківський, а допомагав йому в цьому Осип Курилас, студенти слухали лекції з низки додаткових гуманітарно-професійних дисциплін, необхідних для всебічної фахової підготовки мистців-художників. Для цього школа була укомплектована викладачами, висока наукова й фахова компетенція яких була на рівні вимог до вищої освіти. Історію культури читав вчений-антрополог Іван Раковський, досвідчений педагог, дійсний член НТШ професор філософського відділу Українського Таємного Університету; пластичну анатомію та антропологію — вчений-психолог, дійсний член НТШ, доктор медицини та філософії професор Степан Балей; науку про перспективу викладав видатний архітектор Євген Нагірний, автор численних архітектурних споруд у стилі українського модерну; техніку й технологію малярства, історію української архітектури — Володимир Пещанський, емігрант із Наддніпрянської України, знавець і колекціонер української старовини; історію сценографії старовинного та сучасного театру — Микола Вороний, історію мистецтв й, зокрема, українського мистецтва — лінгвіст і мистецтвознавець — директор Національного музею у Львові Іларіон Свєнціцький, Володимир Залозецький і сам Митрополит Андрей Шептицький.

Олекса Новаківський з учнями на пленері в Космачі, 1927 р

Та все ж попри високий авторитет та фаховість викладачів школи, основні фахові знання студенти отримували від занять з Олексою Новаківським, під час яких він передавав їм свій досвід і мистецьку майстерність, реалізуючи таким чином принцип індивідуальної навчально-творчої майстерні великого мистця. Розглядаючи рисунки учнів професор кожному індивідуально висловлював свої зауваження, вказуючи ними шлях до кінцевого мистецького завершення твору.
Щорічно влітку на кошти Митрополита Андрея Шептицького студенти виїжджали на пленер до Космача. Там Олекса Новаківський учив їх уміння цілісного бачення природи, вірного визначення тональності кольору, його насиченості, точності його відтворення.
У період з 1926 до 1934 років майже що два роки відбувалися виставки робіт студентів школи.

На відкритті виставки робіт Мистецької школи в 1928 році: сидять справа наліво: четвертий — Митрополит А. Шептицький, шостий — О. Новаківський

У 1933 році через недостатню громадську підтримку школа припинила свою діяльність.
За майже десятилітній період існування школи (1923—1933) у стінах її навчалися більше ніж 90 учнів з усіх куточків України — з Галичини, Буковини, Гуцульщини, навіть з Волині та Наддніпрянської землі.
Можливо найбільшою заслугою Олекси Новаківського, цього видатного художника, було те, що його школу пройшли Володимир Гаврилюк, Святослав Гординський, Стефанія Ґебус-Баранецька, Лев Ґец, Михайло Драґан, Олекса Друченко, Василь Дядинюк, Софія Зарицька-Омельченко, Іван Іванець, Іван Кейван, Андрій Коверко, Едвард Козак (Еко), Ольга Козакевич-Дядинюк, Леопольд Крец, Мирон Левицький (Lev), Володимир Ласовський, Ярослав Лукавецький, Степан Луцик, Антін Малюца, Михайло Мороз, Іванна Нижник-Винників, Емілія Охримович, Леонід Перфецький, Ольга Плешкан, Роман Сельський, Володимир Сениця, Григорій Смольський, Роман Чорній, Володимир Іванюх та багато інших мистців, які пізніше здобули визнання і світову славу. Деякі з них, рятуючись від більшовицького терору, змушені були покинути Україну й емігрувати в США, Канаду, Західну Європу, де прославили Україну своїми творчими здобутками. Але усі вони залишалися невідомими для широкого загалу на своїй Батьківщині, оскільки в радянській Україні були проголошені «зрадниками» і їх імена намагалися повністю викреслити з народної пам'яті й історії українського мистецтва. Іншим, котрі не емігрували, довелося творити в страшних умовах тоталітарної системи, деякі з них були фізично чи морально знищені сталінським режимом.
Після здобуття Україною незалежності відкрилася можливість всебічного й незаангажованого вивчення мистецтвознавцями, зокрема з Художньо-меморіального музею Олекси Новаківського, Національного музею у Львові, феномену Мистецької школи. Відкрилися першоджерела, матеріали зі спецфондів та архівів. Рідну землю змогли відвідати колишні учні школи Новаківського, зокрема Святослав Гординський, Едвард Козак, Мирон Левицький. Їхні відвідини Києва, Львова супроводжувалися виставками, творчими зустрічами й автентичними спогадами про діяльність школи.
Унікальність Мистецької школи Олекси Новаківського полягала в тому, що це був активний осередок українського духовно-мистецького життя з чіткою національно-культурною орієнтацією, котрий в наступні десятиліття мав значний вплив на розвиток української культури і широкий резонанс не тільки в Україні, але й далеко поза її межами у багатьох куточках світу.